# Escalante megye
Escalante egy megye Argentínában, Chubut tartományban. A megye székhelye Comodoro Rivadavia.

## Települések

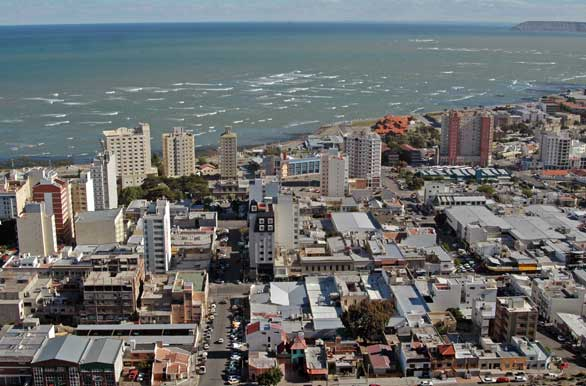
Comodoro Rivadavia látképe

A megye a következő nagyobb településekből (Localidades) áll:
- Comodoro Rivadavia
- Rada Tilly
- Caleta Córdova
- Don Bosco
- General Mosconi

Kisebb települései (Parajes):